# Adolf Schandl
Adolf Schandl (* 1936 in Wien; † 15. August 2022 in Fürstenfeld) war ein österreichischer Straftäter und Strafgefangener, der aufgrund einer Geiselnahme mit Flucht aus der Justizanstalt Stein und einer weiteren Geiselnahme in der Justizanstalt Graz-Karlau bekannt wurde. Er verbrachte rund 40 Jahre seines Lebens in Haft, davon etwa 17 Jahre in Isolation. 2012 wurde er bedingt entlassen und verübte 2022 Suizid.

## Frühes Leben und erste Straftaten
Schandl arbeitete in den 1950er Jahren in Australien und erwarb sich dort auch einen Pensionsanspruch. Der verheiratete Vater einer Tochter wurde laut eigener Aussage aufgrund von Schicksalsschlägen im Alter von 32 Jahren kriminell. Bis dahin sei er vollkommen unbescholten gewesen.
In den Jahren 1967 und 1968 beging er zusammen mit einer Freundin drei bewaffnete Raubüberfälle und hatte dabei zwei Menschen niedergeschossen. Dafür wurde er am 11. Juni 1970 vom Landesgericht für Strafsachen Wien wegen dreifachen schweren Raubes und zweifachen Mordversuchs zu zehn Jahren schwerem Kerker verurteilt und in die Justizanstalt Stein überstellt. Im Oktober 1971 versuchte Schandl mit einem Mithäftling zu flüchten, erlitt jedoch beim Sprung von der rund sieben Meter hohen Außenmauer der Justizanstalt eine Fersenbeinzertrümmerung, wodurch er schnell wieder verhaftet werden konnte. Im Anschluss schaffte es Schandl, mit Alfred N. und Walter S., zwei Komplizen für einen weiteren Ausbruchsversuch zu finden. Dieser sollte durch Geiselnahme erfolgen.

## Stein-Ausbruch und Flucht

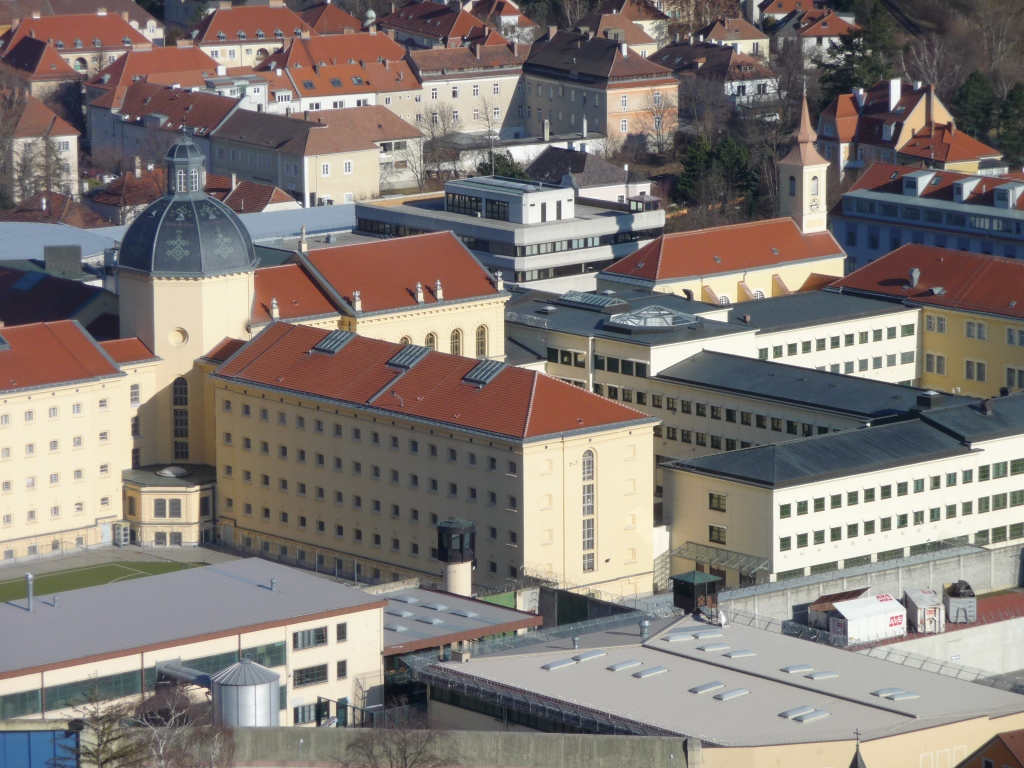
Justizanstalt Stein

Am 4. November 1971 wurden Schandl und seine Komplizen, zusammen mit weiteren Strafgefangenen, zwecks Rechtshilfevernehmungen und Termine zur Akteneinsicht dem Richteramtsanwärter Erich Weiß, der den zuständigen Untersuchungsrichter vertrat, im Kultursaal der Justizanstalt vorgeführt. Im angrenzenden Spazierhof, der von den Gefangenen betreten werden konnte, sowie im Kultursaal selbst überwältigten Schandl und seine beiden Komplizen zwei Justizwachebeamte und entwendeten deren Dienstpistolen. Die beiden Beamten, der Richteramtsanwärter und die Schriftführerin wurden daraufhin als Geiseln genommen und es begannen Verhandlungen mit der Anstaltsleitung über deren Freilassung. Nachdem sich der Kommandant der Stadtpolizei Krems, Major Herbert Howanietz, als Geisel im Austausch für die beiden Beamten und die Schriftführerin zur Verfügung gestellt hatte, verließen die drei Geiselnehmer zusammen mit Weiß und Howanietz in einem Kleinbus der Justizanstalt das Gefängnisgelände; Justizminister Christian Broda hatte zuvor die Anstaltsleitung ermächtigt, die Gefängnistore zu öffnen und den Tätern einen Fluchtvorsprung zugesichert.
Die Männer fuhren anschließend nach Wien und nahmen eine Zeitungsverkäuferin sowie einen Taxilenker als zusätzliche Geiseln, wobei sie sich vom Taxilenker mit dessen Fahrzeug zur damaligen Polizeidirektion Wien am Parkring bringen ließen und dort vom Fahrzeug heraus rund eine Stunde mit dem anwesenden Innenminister Otto Rösch und dem Generaldirektor für die öffentliche Sicherheit, Oswald Peterlunger, verhandelten, wobei die Zeitungsverkäuferin freigelassen wurde. Anstatt wie dabei vereinbart, Weiß und Howanietz am Leopoldauer Platz freizulassen, nahmen die Täter in Breitenlee einen weiteren Fahrzeuglenker als Geisel, welcher zusammen mit dem Taxilenker im bisherigen Fluchtfahrzeug zurückgelassen wurde. Am nächsten Tag gegen 6 Uhr morgens ließen die Täter das neue Fluchtfahrzeug mit Weiß und Howanietz nahe einer Kleingartensiedlung in der Nähe der Stadtbahnstation Hütteldorf zurück und tauchten unter. Im weiteren Fluchtverlauf trennte sich Schandl von seinen Komplizen, welche rund drei Tage nach ihrer Flucht gefasst werden konnten, und versteckte sich in einer Wohnung in der Taubergasse, die der Mutter einer seiner Mitgefangenen gehörte. Dort wurde Schandl in den frühen Morgenstunden des 20. November verhaftet, nachdem sein Aufenthaltsort durch Überprüfung seiner Gefängniskontakte und Observation ermittelt werden konnte. Die Wohnungsinhaberin hatte nicht die Polizei verständigt, da sie glaubte, ihr Sohn sei in die Flucht verwickelt.
Für die begangenen Straftaten wurde er zu zusätzlichen 16 Jahren Haft verurteilt und kam vorläufig in die Justizanstalt Garsten. 1985 wurde er vorzeitig entlassen, jedoch 1992 wegen gemeinschaftlichen schweren Raubes und eines Schusswechsels mit der Gendarmerie zu 19 Jahren Haft verurteilt und abermals in die Justizanstalt Stein überstellt. Anfang Oktober 1996 wurde er wegen akuter Fluchtgefahr in die Justizanstalt Graz-Karlau verlegt.
Der Ausbruch führte unter anderem zu einer Beschränkung von Massenvorführungen auf maximal vier Personen pro Raum und zu einem Schusswaffenverbot für Justizwachebeamte bei Begleitungen und Bewachungen innerhalb von Justizanstalten.

## Geiselnahme in der Haftanstalt Karlau

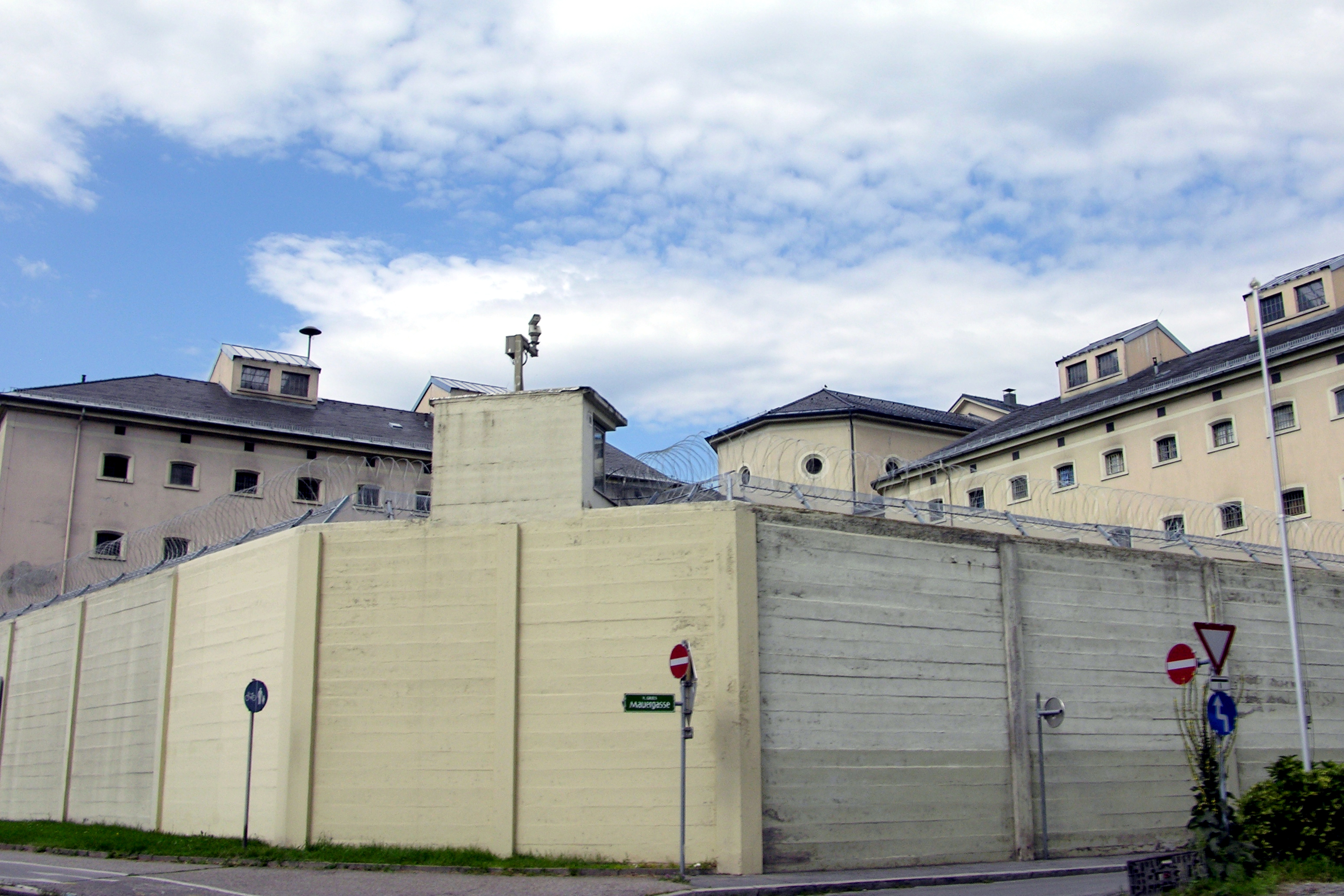
Justizanstalt Graz-Karlau

Innerhalb weniger Wochen gelang es Schandl dort während seiner täglichen, einstündigen Hofgänge, erneut zwei Komplizen für einen Ausbruchsversuch zu finden. Dabei handelte es sich um den verurteilten Mörder Peter G. sowie den palästinensischen Terroristen und zweifachen Mörder Tawfik Ben Ahmed Chaovali. Am 14. November 1996 durften aus bis heute ungeklärten Gründen die drei Männer zusammen im Anstaltsgeschäft einkaufen. Dort stach Chaovali mit einer deponierten Stichwaffe zwei Wachebeamte nieder, während sich Schandl und G. auf die drei Verkäuferinnen stürzten und diese fesselten. Chaovali band den Frauen anschließend selbstgebaute Flaschenbomben um den Körper; die dafür notwendige Nitroverdünnung hatte er aus der Gefängniswerkstätte entwendet. Schandl telefonierte inzwischen mit der Anstaltsleitung, forderte einen Hubschrauber sowie Lösegeld und drohte damit, bei Ablehnung der Forderung die Frauen zu töten und Selbstmord zu begehen, sowie bei Zeitgewinnungsversuchen die Geiseln zu foltern und sexuell zu missbrauchen. Sofort wurde die Polizei alarmiert, die wiederum das Einsatzkommando Cobra hinzuzog. Dem Verhandlungsleiter gelang es zwischenzeitlich, das Ultimatum zu verlängern, während Scharfschützen Stellung bezogen.
Nach rund neun Stunden bereiteten sich die Cobra-Beamten darauf vor, die Geiseln zu befreien und installierten Türöffnungsgeräte, was durch den Lärm eines Hubschraubers gedeckt wurde, der den Geiselnehmern gleichzeitig eine Erfüllung ihrer Forderungen suggerieren sollte. Chaovali hörte jedoch die Beamten und beschimpfte sie durch die geschlossene Tür, während diese ihm versicherten, nur das Lösegeld zu überbringen. Nachdem Schandl die Türe geöffnet und einen Koffer voll Geld übernommen hatte, ging er zurück zu seinen Komplizen und öffnete dort den Koffer. Diesen Moment der Ablenkung nutzten die Cobra-Beamten, um die Türen aufzusprengen, Warnschüsse über die Köpfe der Geiselnehmer hinweg abzufeuern und die Täter schließlich zu überwältigen. Während des zwei Minuten und 14 Sekunden dauernden Zugriffs blieben alle Beteiligten unverletzt. Anschließend wurden die Täter einer Leibesvisitation unterzogen und unter Isolationshaft gestellt. Die Geiselnahme führte auch dazu, dass die Sicherheits- und Haftbedingungen der Justizanstalt verschärft wurden.

## Verbleib
Am 18. Dezember 1997 wurde er am Landesgericht für Strafsachen in Graz in einem Geschworenenprozess zu 19, seine Mittäter zu 19 bzw. 17 Jahren Haft verurteilt. Die Berufung und Nichtigkeitsbeschwerde wurde am 23. Juni 1998 vom Obersten Gerichtshof verworfen.
Am 11. Februar 2009 wurde Adolf Schandl vom Hochsicherheitstrakt der Haftanstalt Karlau in die Justizanstalt Garsten verlegt. Obwohl seine Haftentlassung durch seine vorherige Strafe auf das Jahr 2027 festgesetzt war, wurde er am 13. Juni 2012 unter strengen Bewährungsauflagen vorzeitig entlassen.
Die letzten Jahre seines Lebens verbrachte Adolf Schandl in der Steiermark, wo er am 15. August 2022 in Fürstenfeld durch Suizid starb.

## Trivia
Der beim Stein-Ausbruch als Geisel genommene Richteramtsanwärter Erich Weiß wurde 1973 in den Richterstand übernommen, wechselte später zur Staatsanwaltschaft und Oberstaatsanwaltschaft Wien, ehe er 2006 zum Ersten Generalanwalt der Generalprokurator, der staatsanwaltschaftlichen Behörde beim Obersten Gerichtshof, aufstieg. Nach seiner Ruhestandsversetzung 2012 wurde er wiederholt zum stellvertretenden Rechtsschutzbeauftragten der Justiz bestellt und wurde auch Mitglied der Rechtsschutzkommission gemäß BAK-Gesetz. Der ebenfalls als Geisel genommene Herbert Howanietz war der letzte Kommandant der noch 1971 aufgelösten Kremser Stadtpolizei. Er wechselte danach jedoch nicht zur Bundesgendarmerie, sondern fand Anstellung am Kremser Magistrat, wo er 1976 die Leitung der Personalangelegenheiten übernahm. Er trat 1987 in den Ruhestand und verstarb 2018.
Für die ORF-Dokumentation Cobra – übernehmen Sie! wurde die Geiselnahme in der Justizanstalt Graz-Karlau nachgestellt und mit Originalfilm- und -tonaufnahmen ergänzt.
Im Oktober 2014 erschienen Schandls Memoiren unter dem Titel Jailbreak. Nur nicht im Gefängnis sterben im Wiener PROverbis Verlag. Ghostwriter war der Grazer Autor Engelbert Gressl. Nach Erscheinen seines Buches lebte Schandl noch einige Jahre in Wien, wo er sich aber bald nicht mehr wohl fühlte.
2018 entstand ein Film über und mit ihm. Drehbuchautorin und Regisseurin von Bad Guy war Susanne Freund.
Auf ORF III wurde 2024 in der Reihe zeit.geschichte die Dokumentation Wahre Verbrechen – Die Akte Schandl (Regie Wolfgang Winkler) erstmals ausgestrahlt.